# Louis Din Dika Akwa
Sa Majesté Louis Din Dika Akwa est le roi des Akwa (Bona bella). Il accède au trône le 15 mars 2022 et succède à son père le Roi Charles David Din Dika, décédé le 8 décembre 2020.

## Biographie

### Enfance, éducation et débuts
Louis Din Dika Akwa est né le 07 décembre 1980 et passe son enfance à Bafoussam où il fait son cursus primaire et secondaire soldé par un baccalauréat D en 1997,. Il va ensuite à Yaoundé pour poursuivre à la Faculté de Médecine et des Sciences Biomédicales (FMSB, anciennement CUSS), où il obtient son diplôme de médecine en 2005,.

### Carrière
Son premier poste en tant que médecin se fait à l'hôpital régional de Limbe jusqu'en 2009.
De retour au pays en 2011, après 2 années de perfectionnement à l'université d'Etat de Liège en Belgique, il retrouve un poste à l'hôpital de ses débuts à Limbe. En 2015, Il s'installe au Canada,.

### Roi des Akwa
Il accède au trône le 15 mars 2022,. Il succède à son père le Roi Charles David Din Dika, décédé le 8 décembre 2020,,.

## Œuvres
- 2023 : Sa Majesté Din Dika est reçu en audience par Malachie Manaouda, ministre de la santé[13]